# 段伟红
段伟红（1966年12月—），山东人，中国女富豪，有温家宝家族白手套之称，曾在凯风公益基金会、泰鸿投资集团、中国平安保险（集團）股份有限公司、航港发展有限公司分别担任理事长、董事长、监事、执行董事等主要职务。

## 经历
段伟红1990年代自天津起家经商，2002年左右将泰鸿集团总部迁至北京。
2002年到2012年间，段伟红和温家宝家族过从甚密。《纽约时报》调查报道显示段伟红与温家宝的母亲、弟弟温家宏和女儿温如春一起成立了多家公司；她的一家投资公司和温家宝之子温云松的私人股权公司新天域资本(New Horizon Capital)共同投资过很多企业。
2010年左右，段伟红通过时任中共吉林省委书记孙政才关系，从首旅集团拿下北京亮马河畔的使馆区“华都中心”项目，并通过北京市规划部门的审批，将华都饭店扩建为华都中心。
2017年9月，段伟红被中国调查部门逮捕，段偉紅公司的幾名僱員也被拘留。
2021年，段伟红前夫沈栋出版《紅色赌盤》（Red Roulette），揭露两人在中國從商時的官商內幕。
2023年5、6月，段伟红消失近6年后现身，以公益基金會理事長身分參訪江蘇、福建等地的社福機構。

## 参看
- 纽约时报报道温家宝家族财富事件
- 对温家宝的争议
- 孙政才